# チャニャラル県
チャニャラル県 (スペイン語: Provincia de Chañaral) は、チリ北部にあるアタカマ州 (第III州) の3つの県のうちの1つである。県都はチャニャラル市。

## 地理と人口動態
以下は、国立統計研究所（INE）の2012年国勢調査による。
- 面積：24,436.2 km2 (9,435 sq mi)
- 人口：28,874人
  - 増加率：-22.5%（9,319人） - 1992年〜2002年
- 人口密度：1.3人/k㎡（3人/平方マイル）

## 行政
県であるチャニャラルは、第2級行政区画であり、チャニャラル、ディエゴ・デ・アルマグロの2つのコムーナ (スペイン語：comunas) から構成される。県知事は大統領が任命する。Tomás Villavicencio Pizarroは、大統領のセバスティアン・ピニェラに任命された。